# 池田北のコタンユースホステル
池田北のコタンユースホステル（いけだきたのコタンユースホステル）は、日本ユースホステル協会に加盟している北海道中川郡池田町にあるユースホステル。

## 設備
- 個人や小グループに適している
- 余裕があればグループで一室利用可
- 駐車場あり
- 駐輪場あり
- 洗濯機あり
- 乾燥機あり
- 荷物預かりあり
- 全室禁煙
- 周辺に温泉あり
- レンタサイクルあり

## 休館
1/6頃 - 31，3月下旬 - 4月中旬、5月中旬，11月下旬 - 12/20頃

## アクセス
- 根室本線利別駅より徒歩5分、400m